# Oluta
Oluta (del náhuatl, olotl-tan, "lugar entre los olotes") es una población con 12 800 habitantes (censo 2010) en la zona sur de Veracruz, México, en las estribaciones de las llanuras del Sotavento, a una altitud de 80 m s. n. m. Su distancia aproximada al sureste de la capital del estado, por carretera, es de 371 km.

## Historia

### Prehispánica

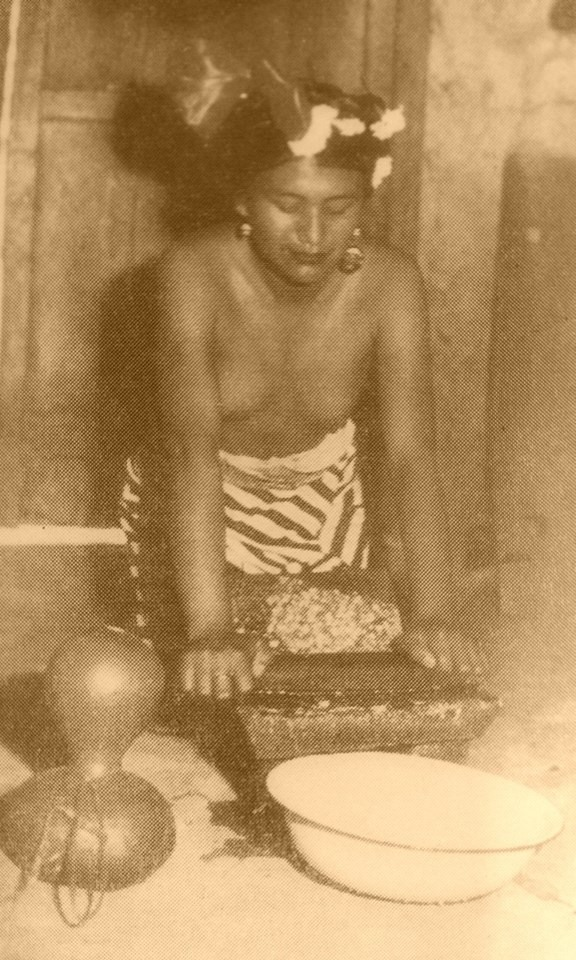
Indígena popoluca

Tuvo lugar el florecimiento de la cultura olmeca que se desarrolló en la región, durante el periodo preclásico mesoamericano (1500-900 a. C.), tomando como punto de referencia el sitio de San Lorenzo que se encuentra a 24 kilómetros del municipio.
Hacia el periodo posclásico (900-1500 d. C.), Oluta se distingue dentro de los asentamientos popolucas del sur de Veracruz, teniendo como variante lingüística el mixe-popoluca, lengua que muy pocas personas hablan en la actualidad.[cita requerida]

### Conquista

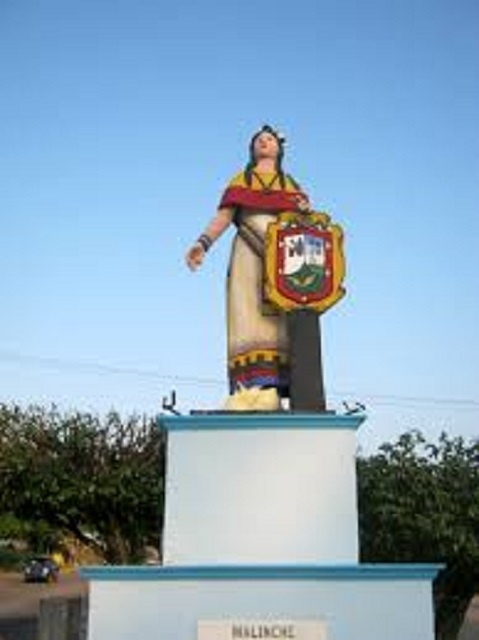
Monumento a Malintzin

Malinche, Malintzin o Mallinalli, mujer que desempeñó un papel importante en la conquista española sobre el imperio mexica (1519-1521), fue llamada por los españoles "Doña Marina", sirvió de intérprete, consejera e intermediaria de Hernán Cortés para realizar sus fines. Varios cronistas citan a Oluta como el lugar de su nacimiento, entre ellos Fernando Cortés (hijo de Luis Martín Cortés y nieto de doña Marina), en sus cartas al rey de España Fernando II en 1606, donde afirma que doña Marina fue hija del cacique de la región de Oluta y Jaltipan.[cita requerida]
Fernando fue nieto de doña Marina Cortés, india natural de los reinos de la Nueva España, hija del señor cacique de la región de Oluta y Jaltipan, cerca de la Villa de Guazacoalco, y la primera en recibir el agua del santo bautismo.[cita requerida]
Diego Muñoz Camargo, en la Historia de Tlaxcala, dice:
"y como la Malintzin no sabía más lengua de la mexicana (náhuatl) y la de Olotla (mixe-popoluca de Oluta) y Cozumel (maya), hablaba con Aguilar, y Aguilar la declaraba en la lengua castellana; de suerte que, para interpretar la lengua mexicana, se había de interpretar por la lengua de Olotla".[cita requerida]
En 1524, cuando Hernán Cortés realizó su viaje a Honduras, pasó por este lugar, en su trayecto hacia la Villa del Espíritu Santo (hoy Coatzacoalcos), tal como lo describe Bernal Diaz del Castillo en la Historia verdadera de la conquista de la Nueva España, en el Capítulo 89 de sus crónicas:
"Y desde allí fuimos a un pueblo que se dice Uluta, y hasta llegar a Guazacualco le fuimos acompañando, y todo por poblado."[cita requerida]

### Colonia
Durante la época colonial, Oluta figura en la provincia del Espíritu Santo (Coatzacoalcos) con el nombre de San Juan de Oluta o San Juan Huilotlán.[cita requerida]

### sigloXIX
En 1888, un ciclón azota la cabecera del municipio.[cita requerida]

### sigloXX
El 30 de septiembre de 1906, gente del municipio participa en la rebelión de Acayucan, comandada por Hilario C. Salas, en contra de la dictadura de Porfirio Díaz; entre ellos, José Hernández Vidaña, Villado Valdéz y Juan Aguirre.[cita requerida]
En 1911, inauguración de la Estación Ojapa para el servicio de pasajeros y de carga del Ferrocarril Nacional de Tehuantepec.[cita requerida]
En 1920-1940, se suscitó un movimiento agrario por la lucha por la tierra, comandado por Juan Pablo Prudencio y Raymundo Maldonado.[cita requerida]
En 1934-1941, funcionamiento de la Escuela Normal Rural Regional del Sur "Los Laureles", en el municipio.[cita requerida]
En 1930, construcción de la carretera Acayucan-Ojapa, misma que cruza por la cabecera del municipio.[cita requerida]
En 1946, se introdujo la energía eléctrica gracias a Carlos Grossman.[cita requerida]
El 26 de agosto de 1959 se registra un sismo de magnitud 7.0 grados Richter, que provoca graves daños en la antigua parroquia de San Juan Bautista y diversas casas del pueblo. No se reportaron muertos.[cita requerida]
El 6 de julio de 1994, Oluta es elevada a categoría de villa, lo que se  publicó en la Gaceta Oficial n.º 88 de la H. L Legislatura del Estado de Veracruz el 23 de julio de 1994.[cita requerida]

## Clima
Su clima es cálido-regular con una temperatura promedio de 26 °C; su precipitación pluvial media anual es de 1,682 mm. Los ecosistemas que coexisten en el municipio son los de bosque alto tropical perennifolio con especies como la caoba, amate, huopaque, jinicuil y palo de agua, donde se desarrolla una fauna compuesta por poblaciones de armadillos, ardillas, conejos, tejones, tlacuaches y reptiles de agua.

## Fiesta patronal

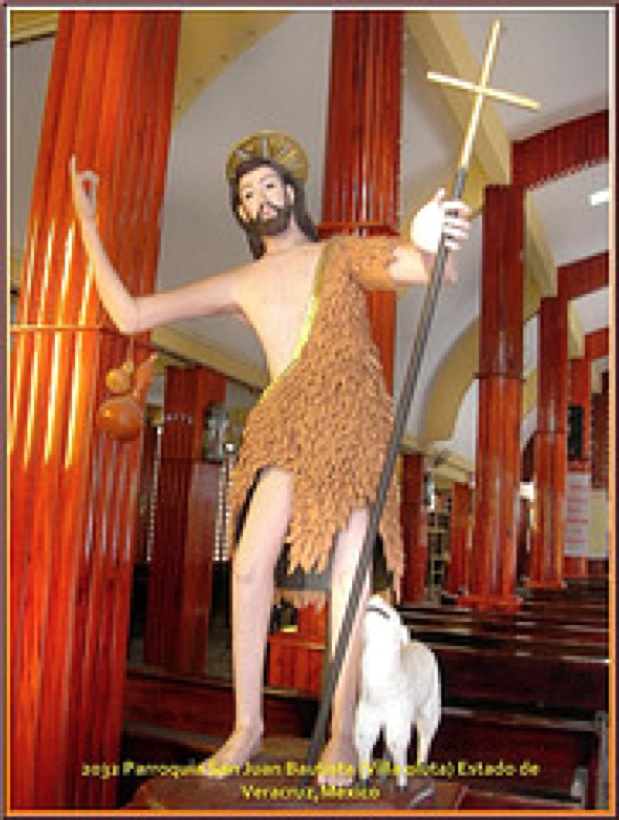
San Juan Bautista

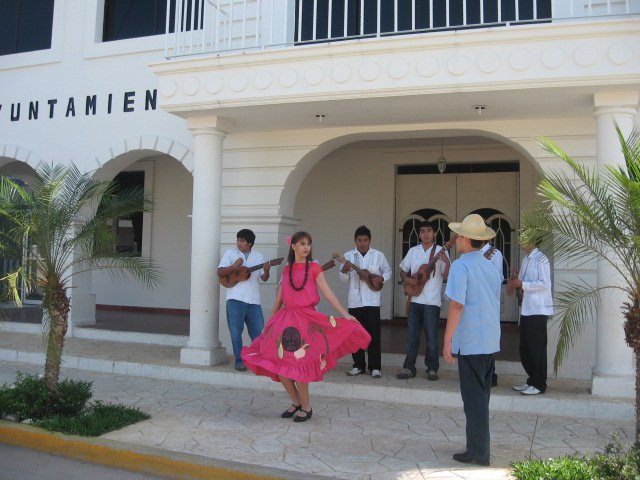
Carnaval de Oluta

Su fiesta patronal es el 24 de junio en honor a San Juan Bautista y regularmente se celebra del 22 al 28 de junio, aunque durante el año también se le celebra a la Santa Cruz el día 3 de mayo y el Día los Fieles Difuntos el día 2 de noviembre. Una de sus importantes tradiciones resalta la Danza de la Conquista, donde representa a la Malinche y a Hernán Cortés, cuando esta le fue entregada a los españoles y, que regularmente se escenifica durante la fiesta patronal. También persisten a un otras Danzas como la de los Diablitos, los Morenos, la Zandunga y la del Chenu en la que se elabora un muñeco hecho de paja con ropas masculinas simulando ser el año viejo que termina. La música tradicional de Oluta es el Huapango.

## Gastronomía

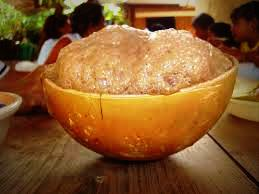
Popo bebida hecha a base de cacao.

En su gastronomía se destaca el "tamal de masa con carne de puerco y epazote" acompañado por una bebida que se conoce como "Popo" preparada con cacao, arroz, azquiote. También en la zona se prepara el mole prieto (carne, chile ancho, cacahuate, galleta, ajonjolí, plátano); además de la exquisita "memela" que consiste en una tortilla grande o "Gigante" hecha a base de maíz, a las cuales se le añade una capa de frijoles ya sea refritos o en "bala", salsa de variados sabores: tomate con chipotle o tomate con salsa verde, y se cocina en una "comal" destinado para este fin, se le vierte a esta base carne de pollo, carne de chinameca, salchicha, bistec o una combinación de estas últimas, esta combinación se denomina "Memela Especial", y lleva una capa de queso de hebra y/o lechuga.

## Plaza municipal

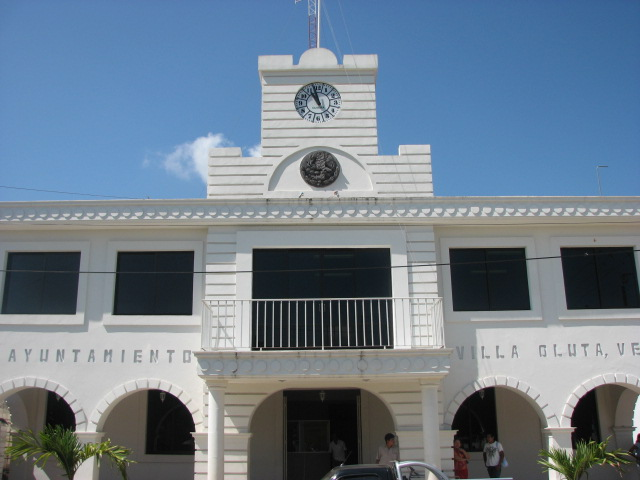
Palacio municipal

La gente se reúne en la plaza principal, en general, casi todas las noches, y es ahí donde también se realizan torneos de voleibol y de baloncesto, en los que municipios como Acayucan, Jaltipan, Minatitlán y otros participan; también se realizan eventos en el café terraza como disco, danza y eventos culturales. En dicha plaza se encuentra ubicada la parroquia de San Juan Bautista y a un costado sobre la calle principal se encuentra el Palacio Municipal, el cual fue construido en 1952 por la Comisión del Papaloapan, siendo Presidente de la República Miguel Alemán Valdés, el edificio fue remodelado en el 2008 por el presidente municipal Jesús Manuel Garduza Salcedo y se le dio acabados de estilo neoclásico; también sobresale el edificio de la ganadera local de estilo colonial hacendario, de dos plantas, donde sobresalen sus arcones de tabique rojo, construido en 1975 por la asociación local de ganaderos.[cita requerida]
Este municipio se caracteriza por la hospitalidad, amabilidad y calidez de sus habitantes, quienes fomentan el deporte, que incluye: beisbol, voleibol y futbol.[cita requerida]

## Cronología de los presidentes municipales de Oluta
- 1° (1882-1886) - Juez del Registro Civil: Crispin Natividad
- 2° (1887-1889) - Juez del Registro Civil: Juan Mercader
- 3° (1890-1891) - Agente Municipal: Luciano Antonio
- 4° (1891-1892) - Agente Municipal: Agapito Cardenas
- 5° (1892-1893) - Agente Municipal: Manuel Maria Valdés
- 6° (1893-1894) - Agente Municipal: Genaro Ledezma
- 7° (1900-1904) - Agente Municipal: Agapito Cardenas
- 8° (1905-1906) - Agente Municipal: Herón Alafita/Manuel Alafita/Agapito Cardenas
- 9° (1906-1907) - Agente Municipal: Herón Alafita/Agapito Cardenas
- 10° (1907-1908) - Agente Municipal: Herón Alafita/Luciano Antonio
- 11°(1908-1910) - Agente Municipal: Herón Alafita
- 12° (1910-1911) - Agente Municipal: Herón Alafita/Rosendo Antonio
- 13° (1911-1913) - Agente Municipal: Herón Alafita/Andres Zeferino
- 14° (1913-1916) - Agente Municipal: Herón Alafita
- 15° (1917-1918) - Presidente Municipal: Valentin Moscoso
- 16° (1919-1920) - Presidente Municipal: Martín Puchulí
- 17° (1920-1921) - Presidente Municipal: Juan Federico Blanco/Mario Zetina
- 18° (1922-1923) - Presidente Municipal: Herón Alafita/Porfirio Núñez
- 19° (1924-1925) - Presidente Municipal: Arnulfo Ledezma/Daniel Aguirre/Fidel Cázarez/Angel Ortiz Prisciliano/Daniel Antonio/Martin Melchor/Juan Castillo
- 20° (1926-1928) - Presidente Municipal: Martín Puchilí/Tito Beltrán
- 21° (1928-1929) - Presidente Municipal: Arnulfo Tomás
- 22° (1930-1931) - Presidente Municipal: Miguel Melchor
- 23° (-1932-1933) - Presidente Municipal: Victoriano Cortés
- 24° (1934-1935) - Presidente Municipal: Rogelio Puchilí/Santiago León
- 25° (1936-1937) - Presidente Municipal: Joaquin Millán Santander
- 26° (1938-1939) - Presidente Municipal: Pedro Valdés
- 27° (1940-1941) - Presidente Municipal: Timoteo Ledezma
- 28° (1942-1943) - Concejo Municipal: Constancio González
- 29° (1944-1946) - Presidente Municipal: Matías Cáseres
- 30° (1947-1948) - Presidente Municipal: Pedro Alemán Fernández/Mauro Ledesma
- 31° (1948-1949) - Presidente Municipal: Tito Beltrán
- 32° (1950-1952) - Concejo Municipal: Mario H. Bernal/Maximino Andrade
- 33° (1953-1955) - Presidente Municipal: Rafael Valdés V.
- 34° (1956-1956) - Presidente Municipal: Cirilo Garduza
- 35° (1956-1958) - Concejo Municipal: Porfirio Blanco
- 36° (1958-1961) - Presidente Municipal: Raymundo Salcedo
- 37° (1961-1964) - Presidente Municipal: Pedro Valdés C.
- 38° (1964-1967) - Presidente Municipal: Octavio Valdés
- 39° (1968-1970) - Presidente Municipal: V.Melchor
- 40° (1970-1973) - Presidente Municipal: Gregorio Gómez Hernández
- 41° (1973-1976) - Presidente Municipal: Roberto González Blanco
- 42° (1976-1979) - Concejo Municipal: Adolfo Luna Maldonado
- 43° (1979-1982) - Presidente Municipal: Alfonso Delgado Torres
- 44° (1982-1985) - Presidente Municipal: Sabino Mora Rodríguez
- 45° (1985-1988) - Presidente Municipal: Felipe Alafita Hipólito
- 46° (1988-1991) - Presidente Municipal: Ambrosio Salcedo Ledesma
- 47°  (1991-1994) - Presidente Municipal: Sabino Mora Rodríguez
- 48° (1994-1997) - Presidente Municipal: Mauricio Gómez Delgado
- 49° (1998-2000) - Presidente Municipal: José Luis Herrera Bustamante
- 50° (2001-2004) - Presidente Municipal: Mauricio Gómez Delgado
- 51° (2005-2007) - Presidente Municipal: Ricardo Alemán Garduza
- 52° (2008-2010) - Presidente Municipal: Jesús Manuel Garduza Salcedo
- 53°  (2011-2013) - Presidente Municipal: Fernando Kuri Kuri
- 54° (2014-2017) - Presidente Municipal: Jesús Manuel Garduza Salcedo
- 55° (2018-2021) - Presidenta Municipal: María Luisa Prieto Duncan
- 56° (2021-2024) - Presidente Municipal: Mauricio Alarcón Castillo ref>«Gestionarà el proyecto de Corredor Transístmico, Instalaciòn de Empresas en el Municipio, Conexiòn Caseta- Autopista». </ref>